# چوینگاچ دولنه
چوینگاچ دولنه (به لهستانی:  Dźwiniacz Dolny) یک روستا در لهستان است که در گمینا اوستژکی دولنه واقع شده‌است. چوینگاچ دولنه ۴۰۰ نفر جمعیت دارد.